# Полупочинки
Полупочинки — деревня в Дивеевском районе Нижегородской области. Входит в состав Дивеевского сельсовета, население — 125 человек на 2008 год. Расположено в центре района в 4 км западнее райцентра Дивеево, в истоках речки Крутец (левый приток Сармы), высота над уровнем моря 174 м. Ближайшие населённые пункты: посёлок Коврез в 2 км севернее и село Челатьма в 6 км на запад. В деревне одна улица — Мира, имеется церковь в честь иконы «Утоли моя печали», действует старообрядческая община.